# Saint-Louis-de-France
Pour les articles homonymes, voir Saint-Louis.
Saint-Louis-de-France est un des six secteurs de la Ville de Trois-Rivières. Avant le 1er janvier 2002, elle était une ville québécoise de 7 246 habitants. Lors des réorganisations municipales québécoises de 2002, elle a été fusionnée avec les municipalités de Sainte-Marthe-du-Cap, Cap-de-la-Madeleine, Trois-Rivières, Trois-Rivières-Ouest et Pointe-du-Lac, pour former l'actuelle ville de Trois-Rivières.

## Historique
Fondée en 1904, elle avait le statut d'une municipalité de paroisse de 1904 à 1993 puis de ville de 1993 à 2002.

« Saint-Louis-de-France, secteur de la ville de Trois-Rivières

Anciennement, la forme courante Saint-Louis-de-Champlain et dénomination du bureau de poste local entre 1902 et 1967 – allusion à l'ancien comté – pouvait être relevée.

Au cours des années 1930, plusieurs fermes spécialisées dans la culture du tabac jaune ont vu le jour, bien que l'agriculture ait largement dominé l'économie louisfrancienne. De nos jours, la rapide augmentation de la population de même que la large urbanisation du territoire ont incité les autorités municipales à requérir le statut de ville, octroyé par le gouvernement en juillet 1993. »

— Commission de toponymie Québec, 2012

## Photos

Rivière Champlain
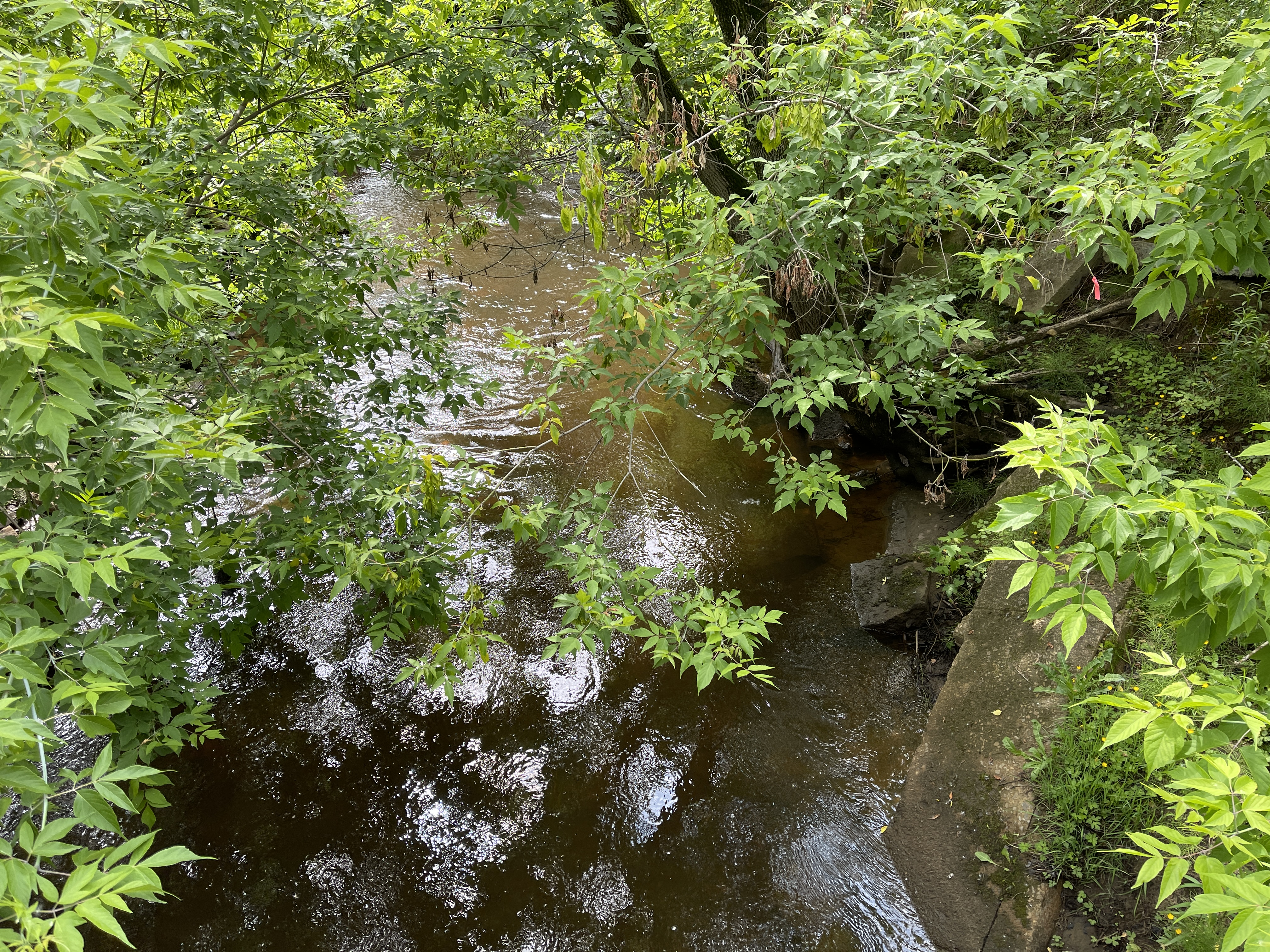
Pont P10294, rue Saint-Alexis
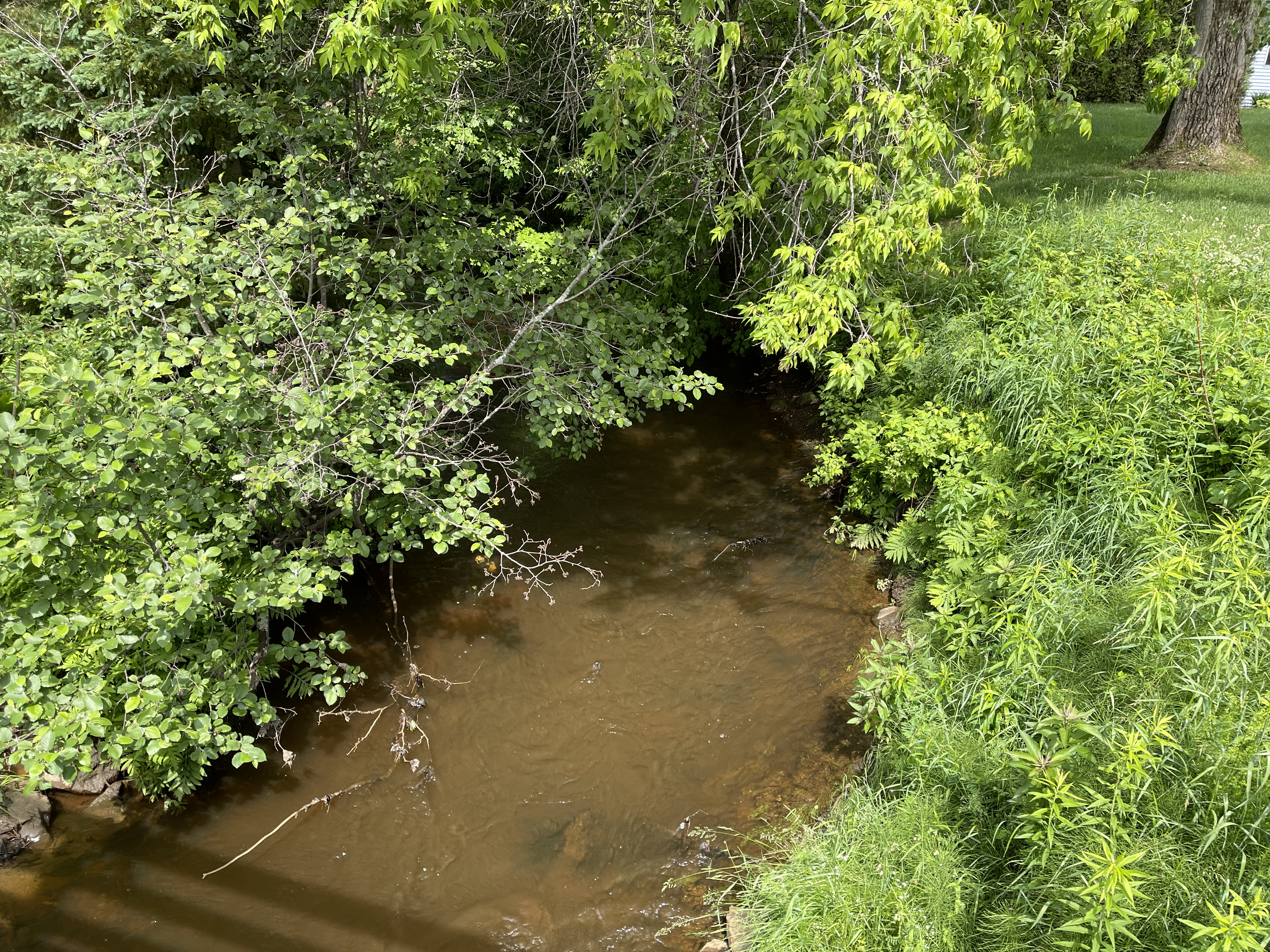
Pont P10294, rue Saint-Alexis
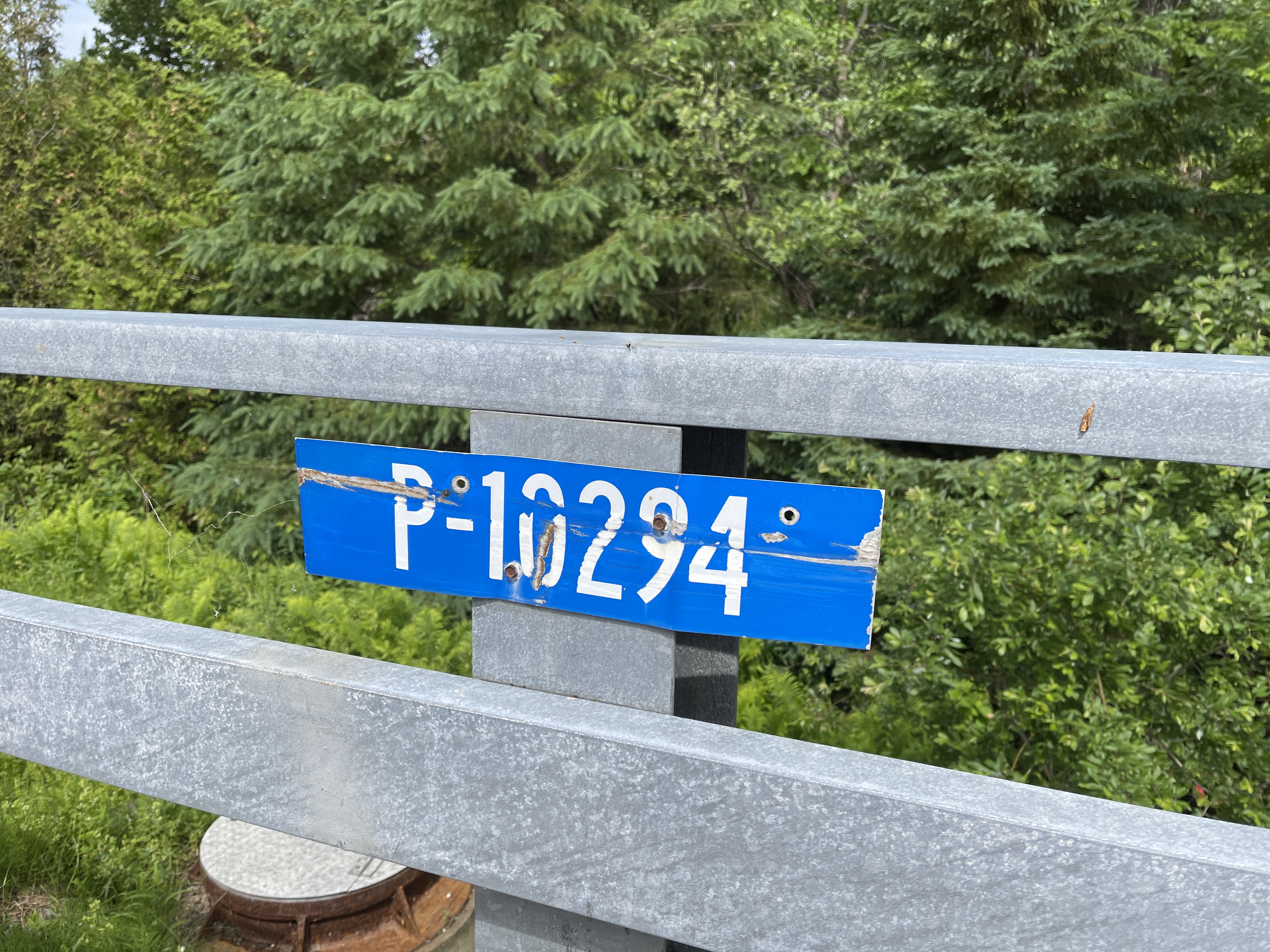
Panneau pont P10294[2], rue Saint-Alexis